# Alicja Jarzębska
Alicja Maria Jarzębska (ur. 25 kwietnia 1941) – polska historyk, profesor nauk humanistycznych.

## Życiorys
Jest absolwentką Uniwersytetu Jagiellońskiego i Państwowej Wyższej Szkoły Muzycznej w Krakowie , w 1979 r. doktoryzowała się na podstawie pracy zatytułowanej Konstruktywizm sonorystyczny w baletach rosyjskich Igora Strawińskiego, w 1997 r. habilitowała się za pracę pt. Idee relacji serialnych w muzyce XX wieku. W 2003 r. uzyskała tytuł profesora nauk humanistycznych.  
Została pracownikiem naukowym na Uniwersytecie Jagiellońskim w Krakowie, oraz była członkiem prezydium Komitetu Nauk o Sztuce PAN.